# Championnat du Luxembourg de football 1986-1987
Navigation
Saison précédente Saison suivante
La saison 1986-1987 du Championnat du Luxembourg de football était la 73e édition du championnat de première division au Luxembourg. Les douze meilleurs clubs du pays se retrouvent au sein d'une poule unique, la Division Nationale, où ils s'affrontent deux fois, à domicile et à l'extérieur. À l'issue du championnat, les deux derniers du classement sont relégués et remplacés par les deux meilleurs clubs de Promotion d'Honneur, la deuxième division luxembourgeoise.
La Jeunesse d'Esch remporte le titre national cette saison en terminant en tête du classement final, avec 3 points d'avance sur le tenant du titre, l'Avenir Beggen et 8 sur le CA Spora Luxembourg. Il s'agit du 20e titre de champion du Luxembourg de l'histoire du club. L'Avenir Beggen remporte néanmoins un trophée cette année après sa victoire en finale de la Coupe du Luxembourg face au Spora.

## Les 12 clubs participants
| - CA Spora Luxembourg - Progrès Niedercorn - Swift Hesperange - Olympique Eischen - CS Grevenmacher - Union Luxembourg | - AS La Jeunesse d'Esch - Alliance Dudelange - FC Wiltz 71 - Promu de Promotion d'Honneur - Avenir Beggen - Red Boys Differdange - CS Pétange - Promu de Promotion d'Honneur |

## Compétition

### Classement
Le barème utilisé pour établir le classement est le suivant :
- Victoire : 2 points
- Match nul : 1 point
- Défaite : 0 point

| Rang | Équipe                | Pts | J  | G  | N | P  | Bp | Bc | Diff |
| ---- | --------------------- | --- | -- | -- | - | -- | -- | -- | ---- |
| 1    | Jeunesse d'Esch       | 38  | 22 | 17 | 4 | 1  | 64 | 14 | +50  |
| 2    | Avenir Beggen (T) (C) | 35  | 22 | 15 | 5 | 2  | 63 | 27 | +36  |
| 3    | CA Spora Luxembourg   | 30  | 22 | 14 | 2 | 6  | 54 | 21 | +33  |
| 4    | Union Luxembourg      | 28  | 22 | 12 | 4 | 6  | 51 | 23 | +28  |
| 5    | Progrès Niedercorn    | 25  | 22 | 10 | 5 | 7  | 30 | 22 | +8   |
| 6    | Alliance Dudelange    | 20  | 22 | 9  | 2 | 11 | 32 | 50 | -18  |
| 7    | Red Boys Differdange  | 19  | 22 | 7  | 5 | 10 | 33 | 35 | -2   |
| 8    | CS Grevenmacher       | 18  | 22 | 7  | 4 | 11 | 25 | 46 | -21  |
| 9    | Olympique Eischen     | 16  | 22 | 5  | 6 | 11 | 23 | 50 | -27  |
| 10   | Swift Hesperange      | 15  | 22 | 6  | 3 | 13 | 37 | 51 | -14  |
| 11   | FC Wiltz 71 (P)       | 10  | 22 | 3  | 4 | 15 | 24 | 57 | -33  |
| 12   | CS Pétange (P)        | 10  | 22 | 2  | 6 | 14 | 17 | 57 | -40  |

|  | Qualification pour la Coupe d'Europe des clubs champions 1987-1988                           |
|  | Qualification pour la Coupe des Coupes 1987-1988                                             |
|  | Qualification pour la Coupe UEFA 1987-1988                                                   |
|  | Relégation en Promotion d'Honneur                                                            |
|  | (T) Tenant du titre (C) Vainqueur de la Coupe du Luxembourg (P) : Promu de deuxième division |

## Bilan de la saison
| Championnat du Luxembourg de football 1986-1987 |                             |
| Champion                                        | Jeunesse d'Esch (20e titre) |
| Coupes et trophées                              |                             |
| Vainqueur de la Coupe du Luxembourg 1986-1987   | Avenir Beggen               |
| Qualifications continentales                    |                             |
| Coupe d'Europe des clubs champions 1987-1988    | Jeunesse d'Esch             |
| Coupe des Coupes 1987-1988                      | Avenir Beggen               |
| Coupe UEFA 1987-1988                            | CA Spora Luxembourg         |
| Promotions et relégations                       |                             |
| Promus en Division Nationale                    | Aris Bonnevoie              |
| Promus en Division Nationale                    | US Rumelange                |
| Relégués en Promotion d'Honneur                 | FC Wiltz 71                 |
| Relégués en Promotion d'Honneur                 | CS Pétange                  |